# KZ-Außenlager Rebstock

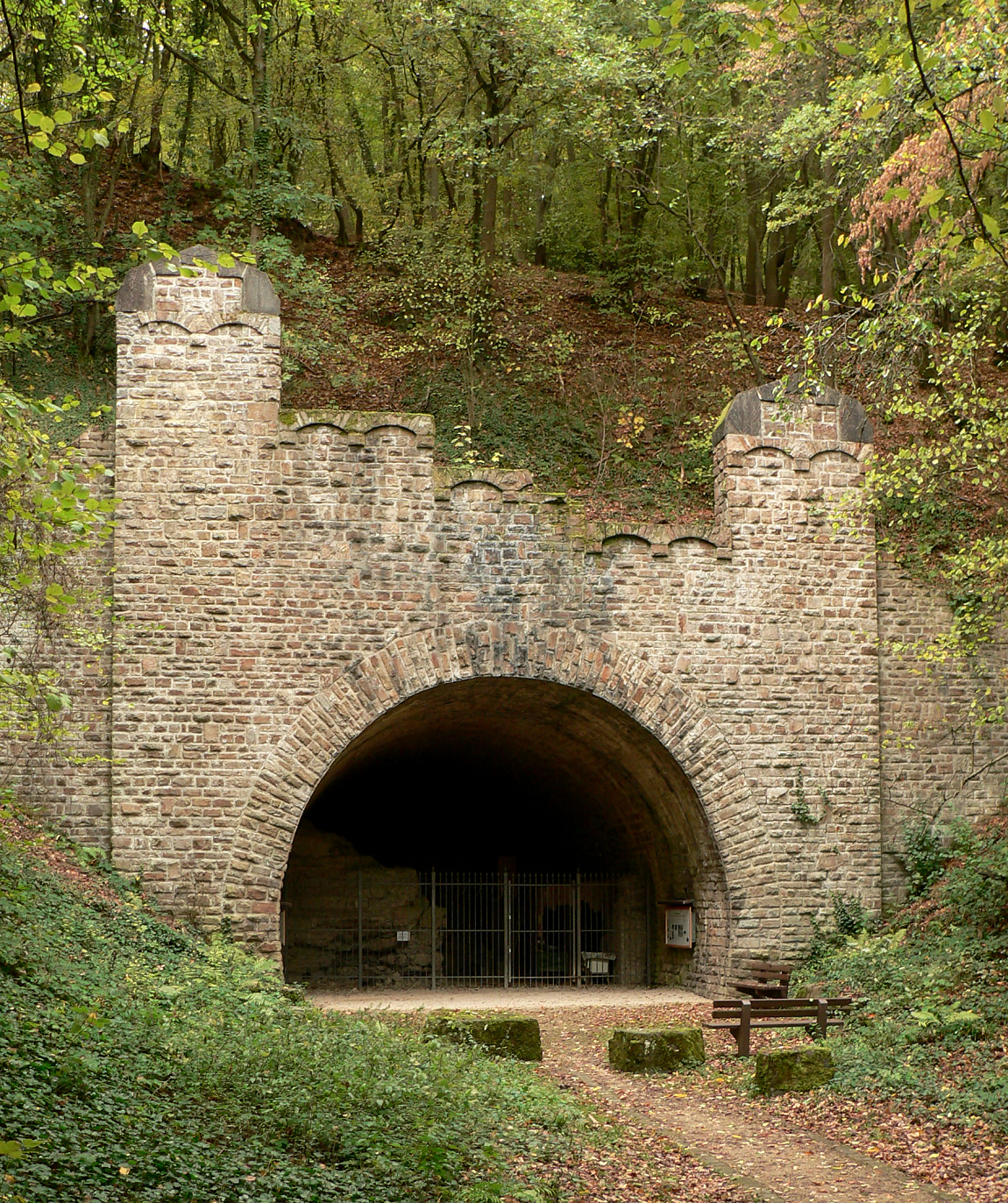
Osteingang des Silberbergtunnels (bei Ahrweiler)

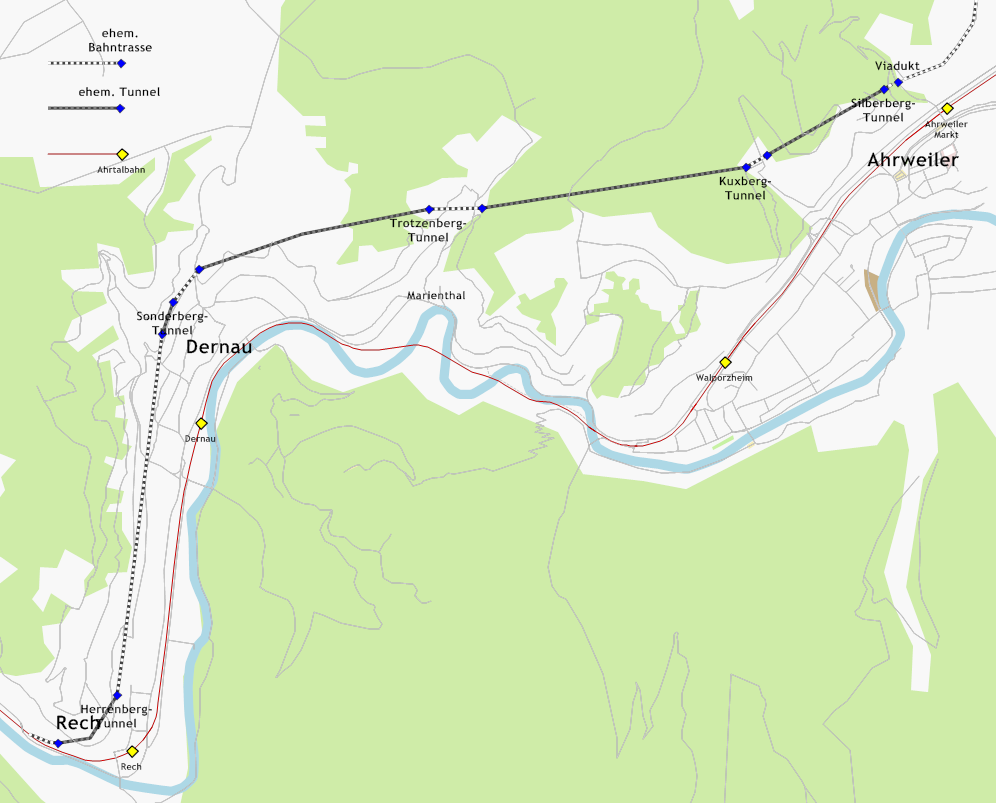
Lage der ehemaligen Eisenbahntunnel zwischen Neuenahr und Rech im Ahrtal

Das Außenlager Rebstock war ein Außenlager des KZ Buchenwald. Es lag bei Marienthal zwischen Dernau und Ahrweiler an der Ahr im heutigen nördlichen Rheinland-Pfalz.
Es wurde am 21. August 1944 eingerichtet und am 13. Dezember 1944 aufgelöst. Die verbliebenen Häftlinge wurden in das Lager Rebstock neu bei Artern verbracht.

## Funktion des Lagers und Häftlinge

### Wirtschaftliche Bestimmung des Lagers
1944 bestanden die Decknamen Rebstock für den Silberbergtunnel und Kuxbergtunnel und Spatz für Trotzenbergtunnel, Sonderbergtunnel und Herrenbergtunnel.
Diese Tunnel waren Teil einer strategischen Bahnstrecke von der Ahrtalbahn bei Rech nach Neuss-Holzheim unter Umgehung des Bahnknotens Köln. Diese wurde 1904 begonnen, aber nicht fertiggestellt.

#### LagerStephan
Spatz war vorgesehen für die Produktion der Vergeltungswaffe 1 im Rahmen des Projektes Stephan der Volkswagenwerk G.m.b.H. Es wurde schon im September 1944 wieder aufgelöst. Die Produktion wurde anscheinend nicht aufgenommen. Die drei Baracken des Lagers befanden sich südlich von Dernau auf dem Bahndamm zwischen dem Sonderberg- und dem Herrenbergtunnel.

#### LagerRebstock
Umgesetzt wurde schließlich die Fertigung von Bodenanlagen für die V2 (Rebstock). Diese wurden von der Stettiner Firma J. Gollnow & Sohn durchgeführt. Hierzu wurden die Häftlinge als Zwangsarbeiter eingesetzt.
Dieses Lager bestand von Anfang September 1944 bis zum 13. Dezember 1944. Das Lager befand sich bei Marienthal, nördlich des Bahndamms zwischen Kuxbergtunnel und Trotzenbergtunnel. Es bestand aus elf massiven Unterkunftsbaracken sowie Baracken für Wirtschafts-, Gemeinschafts- und Bürozwecke. Im Verlauf der Existenz des Lagers wurde die Unterbringung der Gefangenen ganz in den Tunnel verlegt. Damit waren sie in Nachbarschaft zu den Bewohnern des Ortes Marienthal, die den Tunnel als Luftschutzbunker nutzten.

### Anzahl der Gefangenen
Folgende Gefangenenzahlen sind im Kreisarchiv des Landkreises Ahrweiler belegt:
| Datum              | Anzahl |
| ------------------ | ------ |
| 26. August 1944    | 180    |
| 19. September 1944 | 197    |
| 5. Dezember 1944   | 100    |
| 13. Dezember 1944  | 99     |

Ein Bericht des Häftlings Arie van Houwelingen aus Delft spricht von fast 300 Gefangenen.:S.8,  Quellenangabe dort: Stiftung Nationales Monument Kamp Amersfoort
Für die abgerechneten Zwangsarbeiter an die Firma Gollnow & Sohn (KZ-Häftlinge aus Buchenwald) werden durchschnittliche Monatszahlen (von September 1944 bis November 1944) von bis zu 184,43 Häftlingen angegeben.
Weiter findet man in der Literatur die folgende Angabe:

„Zwei Lager sind zu unterscheiden: Rebstock (Gollnow) bei Marienthal mit einer Häftlingshöchstbelegung von 207 und Rebstock (Stephan) in Dernau mit der Höchstzahl von 301 Gefangenen. Rebstock (Stephan) bestand nur im September 1944.“

Aus den im Folgenden angegebenen nationalen Einzelzahlen lässt sich eine Gesamtanzahl von ca. 700–1400 Gefangenen, davon ca. 500 KZ-Häftlinge abschätzen, die – größtenteils beim Barackenbau, Stollenausbau, Gleisbau und Abbau der Anlagen (seit Sept. 1944) beschäftigt waren oder wie die ungarischen KZ-Häftlinge auf Arbeit warteten (Dernau als Durchgangslager für zwei bzw. drei Wochen) – mehr oder weniger lange in einem der Lager waren.

### Herkunft der Häftlinge
Die Häftlinge waren ausschließlich männlich und stammten in der Mehrzahl aus den Niederlanden und Italien, aber auch aus Belgien, Frankreich, Polen, Russland und Deutschland.
Die niederländischen Häftlinge (keine KZ-Häftlinge) wurden überwiegend aus dem Durchgangslager Amersfoort in den Niederlanden überstellt. Von hier trafen 168 Häftlinge am 4. August 1944 und weitere ca. 130 Häftlinge am 18. August 1944 ein. Die anderen wurden weiter in das SS-Sonderlager Hinzert im Hunsrück überstellt.
In Tiercelet war eine Produktionsstätte für die V1 vorgesehen, welche durch Gefangene des KZ-Außenlagers Thil gebaut wurde. Von hier trafen am 2. September 1944 ca. 300 aus Ungarn stammende jüdische Häftlinge ein. Sie wurden nicht für die Produktion eingesetzt und in das KZ Mittelbau-Dora weitertransportiert. In diesem Zusammenhang bestand wahrscheinlich das Lager Stephan. Diese Häftlinge unterstanden in ihren drei Wochen in Dernau dem Volkswagenwerk und hatten keinen Bezug zum KZ-Buchenwald.
Ca. 500 italienische Militärinternierte (keine KZ-Häftlinge) waren ab dem Herbst 1943 auf dem nahe gelegenen Luftwaffenübungsplatz Ahrbrück gefangen. Diese wurden täglich zu den Produktionsstätten transportiert. Die meisten der italienischen Militärinternierten verließen, Mitte Febr. 1944, nach dem Aufbau des Barackenlagers bei Marienthal, das Projekt Rebstock. Ein Teil der Militärinternierten zog mit der zuständigen Baufirma Fix weiter zum nächsten Tunnelprojekt mit dem Decknamen A7 (Tunnel Bruttig-Treis in der Nähe von Cochem. siehe hier zu: www.ahr-eifel-rhein.de)
Aus dem KZ Buchenwald wurden Ende August und Anfang September 1944 ca. 200 Häftlinge überstellt. Es waren vor allem ausgesuchte Häftlinge, die angegeben hatten, Berufserfahrung als Elektriker, Radio- und Rundfunktechniker oder Mechaniker mitzubringen. Sie stammten überwiegend aus Frankreich, Polen und Deutschland und wurden im Wesentlichen beim Abbau der V2 Anlagen im Kuxbergtunnel und dem Abtransport nach Artern eingesetzt.

## Bewachung und Lagerleitung
Das Wachpersonal unterstand dem SS-Untersturmführer Jan Andreas Jansen († 1968 in Emden). Das Wachkommando in Marienthal hatte eine Stärke von 6 SS-Unterführern und 31 SS-Männern. Die äußere Sicherung des Lagers oblag einer Landesschützen-Kompanie der Wehrmacht.
Als Kommandoführer des Lagers sind in der Literatur zwei Namen verzeichnet:
- SS-Oberscharführer Kirchner[3]

Seine Funktion ist für den 27. November 1944 belegt und kann daher dem Lager Rebstock zugeordnet werden.
- SS-Oberscharführer Karl Schmidt[3][4]

Seine Dienstanschrift lautete: SS-Kommando Feldpostnummer 12778, Postfach Koblenz 367, Tel. Koblenz Fernplatz 1. Er galt nach dem Krieg als verschollen und wurde 1962 für tot erklärt.

### Juristische Konsequenzen
Bereits nach dem 2. Weltkrieg ermittelten französische Untersucher im Vorfeld der Rastatter Prozesse. Anklage wurde aus Mangel an Beweisen nicht erhoben.
in den sechziger Jahren wurde erneut von der „Zentralen Stelle Ludwigsburg“ über einige Jahre intensiv ermittelt. Auch dieses Verfahren wurde aus Mangel an Beweisen eingestellt.
Von 1986 bis 1992 ermittelte die Staatsanwaltschaft Koblenz wegen Mordes, jedoch ohne Erfolg (siehe: Aktenzeichen Staatsanwaltschaft Koblenz: 1UJs268/86; Landeshauptarchiv Koblenz S2/RO 3393/94/03).

## Wahrnehmung der örtlichen Bevölkerung
Die Lager waren beide in Ortsnähe und das Treiben der Bewacher blieb der Bevölkerung nicht verborgen.:S. 16–17 Neben der Tätigkeit in den Tunneln, waren die Häftlinge auch außerhalb eingesetzt. So berichtet der Häftling Miescyslav Dabrowski:
:S.15

„Unter Aufsicht von Bewachern und in Gegenwart der Eigentümer dieser Plantagen haben wir Wein gelesen.“

Ab dem 8. Oktober 1944 benutze die Marienthaler Bevölkerung den Trotzenbergtunnel als Luftschutzunterkunft. In diesem Zeitraum befanden sich im vorderen Teil des Tunnels Baracken des Lagers.:S.17

## Spätere Nutzung
Ausgehend von den gleichen Tunnelanlagen entstand später der Regierungsbunker der Bundesrepublik Deutschland.

## Opfer und Tote
Die genaue Anzahl der über einige Wochen und Monate zur Arbeit gezwungenen Gefangenen und Häftlinge ist unbekannt. Die angegebenen Zahlen schwanken zwischen 700 und 1500. Es gibt keine dokumentierte oder glaubhafte Aussagen zu Tötungen in den Lagern. Es besteht kein Friedhof der Toten des Lagers. Fälschlicherweise wurden Berichte veröffentlicht, die den kleinen jüdischen Friedhof von Dernau zum Friedhof ermordeter Häftlinge erklärte.

## Gedenken
- Die Erinnerung an das Lager war im Ahrtal lange nicht so geheim wie der Regierungsbunker. Viele Zeitzeugen vor Ort berichteten darüber. Eine erste Gedenktafel wurde nach kontroversen Diskussionen und erheblichem medialen Druck im April 1988 aufgestellt. Leider schildert diese Gedenktafel falsche Fakten.[8]

- Es gibt eine Erinnerungsstätte oberhalb von Marienthal, welche am 9. November 2017 feierlich eröffnet wurde.[9]

- Die Vorgeschichte wird in der Dokumentationsstätte zum Regierungsbunker unter anderem erwähnt. Leider entsprechen die dort dargestellten Fakten und Zahlen nicht der historischen Wirklichkeit.
- Die Kreistage der Landkreise Ahrweiler und Artern schlossen am 3. Oktober 1990 einen Partnerschaftsvertrag. Das Gedenken an das gemeinsame Außenlager hatte jedoch hierbei keine Erwähnung.[10]

## Weitere Zwangsarbeit in Landkreis Ahrweiler
Es wurden zudem Häftlinge aus Konzentrationslagern zur Zwangsarbeit bei den
Apollinarisbrunnen in Bad Neuenahr und der hiermit verbundenen Glasfabrik in
Niederbreisig beschäftigt.

## Alternative Bezeichnungen – KZ Koblenz
Neben der naheliegenden Bezeichnung nach dem Ort Dernau gibt es noch die Einordnung als KZ Koblenz. Dies beruht darauf, dass die Firma Gollnow & Sohn zu dieser Zeit eine Postfachadresse in Koblenz hatte. Dem entspricht die oben angegebene Feldpostadresse des SS-Oberscharführers Karl Schmidt.